# PSIM Jogjakarta
Le PSIM Jogjakarta est un club indonésien de football basé à Yogyakarta.